# Xichang
Xichang (en chino, 西昌; pinyin, Xīchāng, en nuosu, ꀒꎂ; romanizado, op rro) es un municipio bajo la administración directa de la Prefectura Liangshan. Se ubica en la provincia de Sichuan, sudoeste de la República Popular China. Su área es de  2653 km² y su población total para 2010 superó los 710 mil habitantes.

## Administración
Desde enero de 2021, el Municipio Xichang se divide en 24 pueblos que se administran en 7 subdistritos, 11  poblados, 5 villas y 2 villas étnicas.

## Toponimia
Jianchang (建昌) se estableció durante la dinastía Tang. Xichang se fundó en 1728 durante la dinastía Qing tomando los terrenos al occidente de Jianchang, de ahí su nombre,  «Xi<occidente> de [Jian]chang».